# چارلی ردفورد
چارلی ردفورد (انگلیسی: Charlie Radford) یک بازیکن فوتبال اهل انگلستان بود.